# 鉄路局駅
鉄路局駅（てつろきょくえき、中文表記: 铁路局站）は、中華人民共和国黒龍江省哈爾濱市南崗区にある駅。

## 利用可能な鉄道路線
- ハルビン地下鉄
  - ■ハルビン地下鉄1号線

## 駅周辺
- 中国鉄路ハルビン局集団有限公司

## 歴史
- 2013年9月26日 開業[1]。